# Oecomys bicolor
Oecomys bicolor је врста глодара из породице хрчкова (лат. Cricetidae). 

## Распрострањење
Врста је присутна у Боливији, Бразилу, Венецуели, Гвајани, Еквадору, Колумбији, Панами, Перуу, Суринаму и Француској Гвајани.

## Станиште
Врста Oecomys bicolor има станиште на копну.

## Угроженост
Ова врста није угрожена, и наведена је као последња брига јер има широко распрострањење.

### Популациони тренд
Популациони тренд је за ову врсту непознат.